# نورمان غالاغير
نورمان غالاغير (بالإنجليزية: Norm Gallagher)‏ هو نقابي أسترالي، ولد في 1931، وتوفي في 1999.